# Кухарська Олександра Климівна
Олександра Климівна Коваль, у шлюбі Кухарська (Рябошапка; 11 лютого 1924 — 16 травня 2004) — українська радянська трактористка. Депутат Верховної Ради УРСР 3—5-го скликань (з 1951 по 1963 роки).

## Біографія
Олександра Коваль народилася в селі Печалівка Волинського воєводства Польщі (зараз — село Мирне Костопільського району Рівненської області) у небагатій селянській родині Клима Коваля. Олександра мала трьох сестер: Надію, Ольгу та Антоніну — і брата Макара. Здобула освіту в семикласній польській школі, після закінченні якої була домогосподаркою.
У 1940 році вступила до колгоспу імені Червоної Армії в селі Печалівці, стала членом комсомолу. У 1940—1941 роках разом з подругами Вірою Коваль і Ольгою Драганчук навчалася на курсах трактористів у школі механізації сільського господарства в місті Костополі. На курсах трактористів в основному складали запчастини, бо всі трактори були розібрані. Олександра Кухарська працювала на тракторі «Універсал». Під час німецько-радянської війни працювала у власному господарстві та в заможних господарів: орала, сіяла, косила.
З весни 1944 року — трактористка, а з 1948 року — бригадирка жіночої тракторної бригади Костопільської машинно-тракторної станції (МТС) Ровенської області. Член ВКП(б) з 1948 року.
З 1958 року — бригадирка тракторної бригади колгоспу імені Сталіна (потім — імені XXII з'їзду КПРС) в селі Печалівці Костопільського району. 23 роки працювала з технікою. У 1963—1965 роках працювала головою сільської ради села Печалівки (Мирного), а потім більше десяти років очолювала городню бригаду колгоспу.
Мала трьох дітей: Ростислава, Валентину і Віктора. Померла 16 травня 2004 року, на 80-ому році життя.

## Нагороди
- орден Леніна (23.01.1948)
- орден Трудового Червоного Прапора (26.02.1958)
- медаль «За доблесну працю. В ознаменування 100-річчя з дня народження Володимира Ілліча Леніна» (1970)
- медалі